# Glen Phillips
Glen Alan Phillips (ur. 22 listopada 1982 w Farnborough) – brytyjski żużlowiec, występujący również na długim torze i na trawie.

## Życiorys
W lidze brytyjskiej reprezentował kluby Isle of Wight (1999-2001, 2003-2005, 2007, 2008), Exeter (1999), Reading (2002), Poole (2005, 2009), Somerset (2006), Ipswich (2006), Eastbourne (2006), Swindon (2006) oraz Stoke (2009).

## Osiągnięcia
Największe osiągnięcia:
- srebrny medalista indywidualnych mistrzostw świata na długim torze (2008),
- sześciokrotny medalista drużynowych mistrzostw świata na długim torze: złoty (2015), dwukrotnie srebrny (2007, 2012) oraz trzykrotnie brązowy (2008, 2011, 2013),
- brązowy medalista indywidualnych mistrzostw Europy na torze trawiastym (2009),
- czterokrotny medalista indywidualnych mistrzostw Wielkiej Brytanii na torze trawiastym: złoty (2007), srebrny (2011), oraz dwukrotnie brązowy (2008, 2012).